# Hermann Straumann
Hermann Straumann (* 14. Juli 1862 in Waldenburg BL; † 1. November 1948 ebenda) war ein Schweizer Arzt und Politiker aus Waldenburg im Kanton Basel-Landschaft.

## Leben

### Familie
Hermann Straumann war der Sohn von Jakob Straumann (1821–1898) (Gastwirt des Gasthofs zum Schlüssel in Waldenburg, Küfermeister und Landwirt) und der Anna Roth (1822–1877) aus Reigoldswil. Nach der Grundschule in Waldenburg und Schulen in Basel studierte er ab 1880 an den Universitäten Basel, Bern und Paris. 1887 heiratete er Fanny Mathilde Thommen (1862–1928) von Waldenburg. Sie hatten vier Kinder: Kurt (1889–1923), Susanna (1897–1986), Roland (1899–1999) und Peter (1901–1959).

### Medizin
1887 schloss er sein Staatsexamen mit Promotion ab. In Waldenburg führte er eine eigene Arztpraxis. Von 1893 bis 1941 war er Sanitätsrat. Von 1894 bis 1918 war er Mitglied der Spitalkommission. Straumann war ein international anerkannter Kynologe.

### Militär
Im Schweizer Militär erreichte er bei den Sanitätseinheiten den Rang eines Obersts. Er war Stellvertreter des Oberfeldarztes. Im Ersten Weltkrieg setzte sich Straumann für den Austausch von verwundeten und gefangenen deutschen und französischen Soldaten ein.

### Politik
Straumann war Führer der Landratspartei, beim «Linksfreisinn». Von 1891 bis 1932 war er im Baselbieter Landrat. 1897/1898, 1906/1907, und 1914/1915 war er Landratspräsident. Im Nationalrat war er von 1911 bis 1919. Von 1933 bis 1944 war er Präsident der Primar- und Bezirksschulpflege in Waldenburg.

### Wirtschaft
Straumann war 1898 Mitgründer der Buchdruckerei Landschäftler & Co. in Liestal. Er war Präsident der Gemeinnützigen Gesellschaft Baselland (GGB) von 1897 bis 1907. Straumann war ab 1905 Mitglied im Verwaltungsrat der Thommens Uhrenfabrik AG, in Waldenburg. Von 1932 bis 1944 war er deren Verwaltungsratspräsident.
Er war von 1914 bis 1942 Verwaltungsratspräsident und von 1923 bis 1942 Direktionspräsident der Waldenburgerbahn (WB). Ebenfalls war er im Verwaltungsrat der Birsigtalbahn (BTB) und bei der Basellandschaftlichen Hypothekenbank. Von 1933 bis 1944 war er Präsident des Armenerziehungsvereins des Bezirks Waldenburg.

## Ehrung
Als Dank für seine Verdienste zum Wohle der Waldenburgerbahn wurde er 1942 zum Ehrenpräsidenten ernannt.

## Anmerkungen und Einzelnachweise

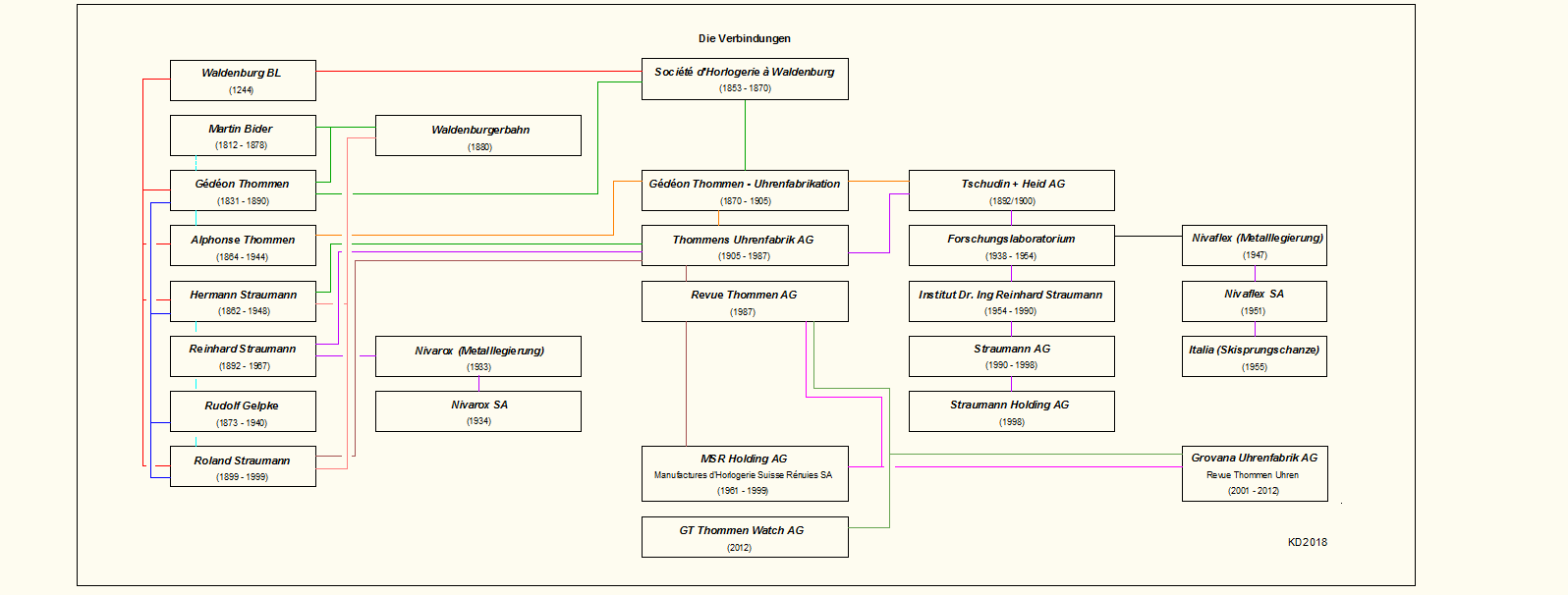
Die Verbindungen